# الأشباح (رواية)
الأشباح هي رواية فانتازيا للأطفال ألّفها أنطونيا باربر، نُشرت عام 1969، وبلغت القائمة القصيرة لجائزة كارنيغي. حُوّلت إلى فيلم مرتين الأولى عام 1972 بعنوان السيد بلاندن العجيب، والثانية في نسخة جديدة أُنتجت عام 2021.
بقيت خارج الطباعة لأكثر من ثلاثين عامًا، يُفترض أن تصدر طبعة جديدة من الرواية في ديسمبر 2021 عن دار فيراغو بوكس، تحت العنوان ذاته السيد بلاندن العجيب.

## ملخص الرواية
تبدأ القصة بزيارة رجل مسنّ للسيدة ألين، أرملة تعيش مع أطفالها لوسي وجيمي والرضيع بنجامين في كامدن تاون. يعرض عليها وظيفة حارسة لمنزل مهجور كان يملكه السيد لاتيمر، إلى حين العثور على الوريث الشرعي.
تقبل السيدة ألين العمل رغم الشائعات حول وجود أشباح في المنزل.
في أحد الأيام، تسمع لوسي أصواتًا تناديها أثناء تجوالها في الحديقة. تقترب وتكتشف شبحين فتاة وشقيقها الأصغر.
في اليوم التالي، تعود لوسي وجيمي للقاء الشبحين، اللذين يتضح أنهما سارا وجورجي لاتيمر، ويسافران عبر الزمن لطلب المساعدة، بعد أن حاول عمهما قتلهما.
بمساعدة منقوع عشبي من وصفة أعطتها سارا، يعود جيمي ولوسي مع الأشباح إلى الماضي، حيث يلتقون بالسيدة ويكنز، وتوم صبي البستاني، وبيلا التي ستتزوج من وصي الطفلين. كما يلتقون بالسيد بلاندن، الذي يساعدهم على إنقاذ سارا وجورجي من حريق أشعله والدهم بالتبني المدمن.
يعبر جيمي والسيد بلاندن النار لإنقاذ جورجي، ويتحمل بلاندن الخطر بدلاً من جيمي، بينما تكون سارا بأمان.
في الختام، يعود المحامي السيد سميث ويكشف أن سارا تزوجت من توم وهاجرت إلى أمريكا، بينما عاش جورجي في كامدن تاون. ويتضح أن السيد ألين، والد جيمي ولوسي، هو حفيد سارا، وبذلك يصبح جيمي الوريث الشرعي للمنزل.

## التحويلات الفنية
حوّلت رواية الأشباح إلى فيلم عام 1972 بعنوان السيد بلاندن العجيب، أخرجه ليونيل جيفرايس، وشارك في البطولة كل من لورنس نايسميث في دور السيد بلاندن وديانا دورس في دور السيدة ويكنز.
في يونيو 2021، أُعلن عن تحويل جديد من تأليف وإخراج مارك جاتس لقناة سكاي وان. قام سيمون كالو بتجسيد دور السيد بلاندن، وعُرض الفيلم لأول مرة في 24 ديسمبر من نفس العام.